# Ben Barnes (Politiker)

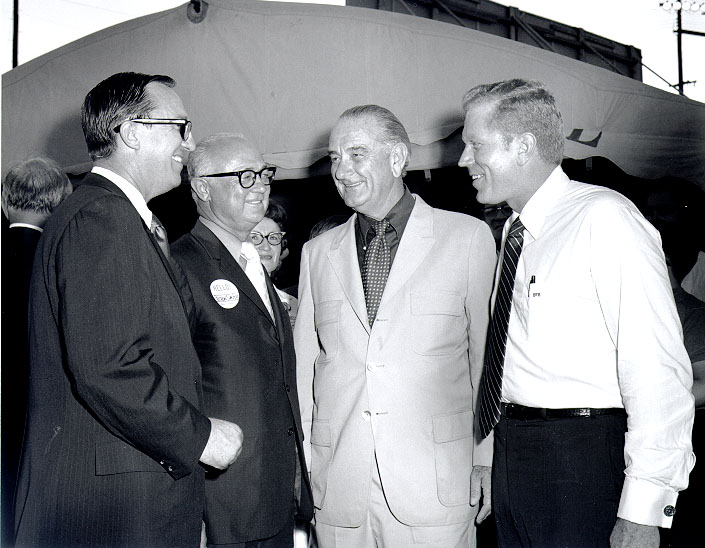
Ben Barnes (rechts) mit (von links) Gus Franklin Mutscher, Preston Smith und Lyndon B. Johnson.

Benny Frank „Ben“ Barnes (* 17. April 1938 in Gorman, Eastland County, Texas) ist ein ehemaliger US-amerikanischer Politiker. Zwischen 1969 und 1973 war er Vizegouverneur des Bundesstaates Texas.

## Werdegang
Nach der High School besuchte Ben Barnes die Texas Christian University in Fort Worth und das Tarleton College in Stephenville. Daran schloss sich ein Studium an der University of Texas an. Er arbeitete für das Gesundheitsministerium seines Staates und wurde Mitglied der Demokratischen Partei. Zwischen 1963 und 1969 saß er als Abgeordneter im Repräsentantenhaus von Texas, dessen Speaker er seit 1965 als Nachfolger von Byron M. Tunnell war. Außerdem war er Mitglied und Vorsitzender einiger Ausschüsse.
1968 wurde Barnes an der Seite von Preston Smith zum Vizegouverneur von Texas gewählt. Dieses Amt bekleidete er nach einer Wiederwahl zwischen 1969 und 1973. Dabei war er Stellvertreter des Gouverneurs und Vorsitzender des Staatssenats. Im Jahr 1971 wurde er mit einem politischen Skandal in Verbindung gebracht, mit dem er nichts zu tun hatte. Trotzdem schadete ihm diese falsche Verbindung bei seinem Versuch, 1972 zum Gouverneur gewählt zu werden.
Nach seiner Zeit als Vizegouverneur arbeitete Barnes erfolgreich in der Immobilienbranche und als Lobbyist. In den 1980er Jahren geriet er aufgrund der Wirtschaftslage vorübergehend in finanzielle Turbulenzen, von denen er sich aber bald erholte. Er engagierte sich weiter für die Demokraten und war stellvertretender Wahlkampfleiter von John Kerry bei dessen erfolglosem Präsidentschaftswahlkampf im Jahr 2004. Er war eine von acht Personen, die über 500.000 Dollar Spendengelder für Kerrys Wahlkampf auftrieben. Bis heute ist Barnes in der Lobbyistenbranche tätig.